# Rue de Pondichéry
La rue de Pondichéry est une voie du 15e arrondissement de Paris.

## Situation et accès

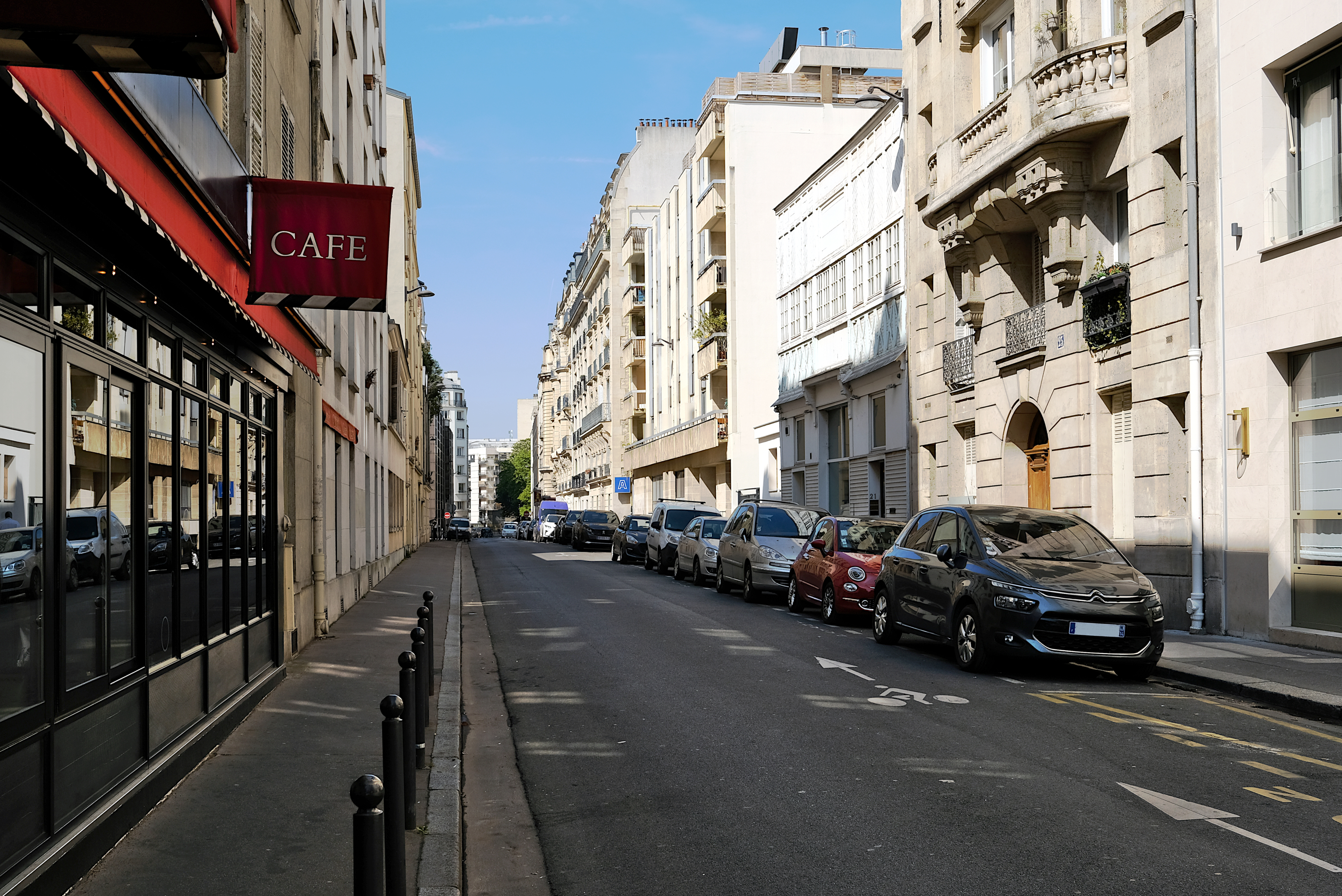
La rue de Pondichery en 2025.

## Origine du nom
Cette voie porte le nom de Pondichéry, partie de l'ex-Union française située aux Indes, qui rejoignit l’Union indienne en 1954.

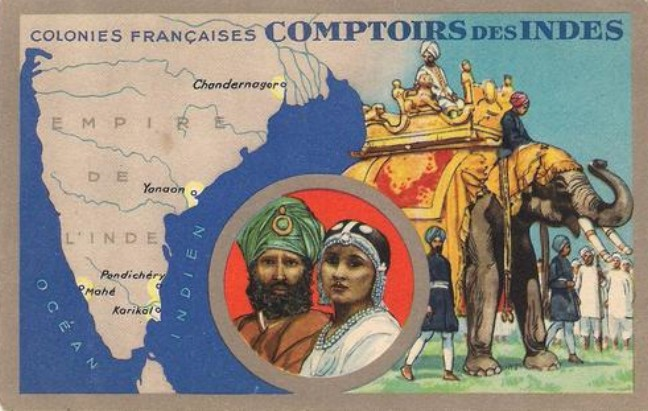
Carte à échanger représentant les Comptoirs des Indes (1920).

## Historique
La voie est ouverte sous le nom de « ruelle Dupleix » et prend sa dénomination actuelle en 1892. 